# Saharove, Putîvl
Saharove (în ucraineană Сахарове) este un sat în comuna Kneazivka din raionul Putîvl, regiunea Sumî, Ucraina.

## Demografie
Componența lingvistică a localității Saharove
     Rusă (66,67%)
     Ucraineană (33,33%)
Conform recensământului din 2001, majoritatea populației localității Saharove era vorbitoare de rusă (66,67%), existând în minoritate și vorbitori de ucraineană (33,33%).